# Periplaneta floweri
Periplaneta floweri es una especie de cucaracha perteneciente al género Periplaneta, categorizada en la familia Blattidae, orden Blattodea.

Fue descrita por primera vez en 1931 por Hanitsch. Aparece registrada y publicada en una sección de On a collection of Malayan Blattidae from the British Museum (Natural History). Annals and Magazine of Natural History, 7, p. 385–408 de 1931.

## Distribución
La especie se distribuye por Asia, en Indonesia, en la isla de Sumatra.